# Schuback Parfümerien
Schuback Parfümerien ist eine deutsche Parfümerie-Filialkette mit Sitz in Lübeck.

## Geschichte
1947 eröffneten Louis und Charlotte Schuback eine Drogerie in Lübeck. 1956 wurde das heutige Stammhaus in Lübeck übernommen. Nachdem 1979 Tochter Iris mit ihrem Mann Heinrich Wagner das Unternehmen übernommen hatte, begann die Umstrukturierung von Drogerie zu Parfümerie. Das Unternehmen sich hat in den letzten Jahren zunehmend durch Übernahme anderer Parfümerien vergrößert: 2007 wurden in Pinneberg und Rellingen Filialen der Parfümerie Bödecker übernommen. 2013 verdoppelte sich die Zahl der Filialen durch die Übernahme von 20 Wilde-Parfümerien mit 130 Mitarbeitern. 2017 expandierte das Unternehmen nach Versmold, wo es drei Parfümerien von Uwe Reinking übernahm. 2018 erfolgte zum ersten Mal eine Expansion in den Süden Deutschlands: Schuback akquirierte sieben Parfümerien von Ulrich Murrmann in Baden-Württemberg, unter anderem die Parfümerien Maack in Möhringen und Hoppenkamps in Baden-Baden. 2020 verkauften die Wöhrle-Schwestern ihre Parfümerie in Winnenden an Schuback.

## Unternehmensstruktur und Standorte
Das Unternehmen wird heute in dritter Generation von Christian Wagner und Geschäftsführerin Martina Thoms geführt. Das Unternehmen bietet allen Neugeborenen der Mitarbeiter einen sicheren Ausbildungsplatz in der Zukunft und hat einen Notfall-Fonds für Mitarbeiter. Schuback hat 60 Filialen mit rund 500 Mitarbeitern, in den Bundesländern Baden-Württemberg, Bremen, Hamburg, Niedersachsen, Nordrhein-Westfalen, Mecklenburg-Vorpommern und Schleswig-Holstein.

## Auszeichnungen
- 2019: Norddeutscher Handelspreis des Handelsverband Nord[13]